# Supplemental Nutrition Assistance Program

SNAP-Logo

SNAP (Supplemental Nutrition Assistance Program) ist ein Lebensmittelhilfe-Programm in den USA. In den meisten Bundesstaaten wird nach 26 Wochen kein Arbeitslosengeld mehr gezahlt. Mit der zunehmenden Zahl an Langzeitarbeitslosen verloren immer mehr Menschen diese staatliche Unterstützung. Wird keine Arbeitslosenhilfe mehr gezahlt, gibt es Lebensmittelmarken.
Im März 2012 bezogen 46,4 Millionen Bürger Lebensmittelhilfen über spezielle Debitkarten. Im Haushaltsjahr 2001 waren es noch 17,3 Millionen, 6,1 Prozent der US-Bevölkerung. Die Kosten für dieses Hilfsprogramm beliefen sich 2011 nach Angaben des Landwirtschaftsministeriums der Vereinigten Staaten auf 75,3 Milliarden US-Dollar.
Diese sogenannten Food Stamps können arbeitsfähige US-Staatsbürger im Alter zwischen 16 und 60 Jahren beantragen. Sie dürfen nicht mehr als 2.250 US-Dollar an Haushaltsvermögen besitzen und müssen ein Haushaltseinkommen unter 1276 US-Dollar (für einen Singlehaushalt) haben, höhere Freibeträge sind möglich. Erwachsene ohne Kinder erhalten maximal drei Monate Unterstützung, es sei denn, sie arbeiten mehr als 20 Stunden die Woche oder nehmen an Qualifizierungsmaßnahmen teil. Die maximale Höhe der monatlichen Unterstützung beträgt 194 US-Dollar für einen Singlehaushalt.